# Adolf Cluss
Adolf Cluss (14 de julio de 1825 - 24 de julio de 1905) fue un arquitecto alemán nacionalizado estadounidense quien se convirtió en uno de los arquitectos más importante de Washington D. C., a finales del siglo XIX. Es responsable del diseño de numerosas escuelas y edificios importante de Washington.
Nació en 1825 en la localidad de Heilbronn en el reino de Württemberg en el suroeste de Alemania. Su padre fue un maestro constructor y de joven Cluss trabajó de carpintero itinerante hasta que se marchó de Heilbrunn a los diecinueve años.
En sus viajes conoce y se hace amigo de Karl Marx apoyando los principios del comunismo. Se integra en la Liga comunista de Alemania convirtiéndose en un miembro del sindicato de trabajadores de Maguncia. El fallo de la revolución alemana de 1848 le obliga a exiliarse a Estados Unidos formando parte de los exiliados denominados del cuarenta y ocho.
Una vez instalado en Estados Unidos no cesa en su actividad política y de esta forma durante la década de 1850 continúa manteniendo correspondencia con Marx y Engels a la vez que escribe y publica artículos políticos para la comunidad alemana de Estados Unidos.
Establecido finalmente en Washington D. C., Cluss comienza la construcción de edificios como ingeniero y arquitecto. En las siguientes décadas entre 1860 y 1890 es el responsable del diseño de numerosos edificios públicos incluyendo once escuelas, mercados, edificios gubernamentales, museos o residencias.
En 1872 se convierte en el ingeniero municipal y en miembro del consejo de obras públicas, inspeccionando algunos de los edificios y trabajos civiles de la ciudad durante la década de 1870, como por ejemplo: pavimentado de calles, alcantarillado de gas o plantación de árboles en las calles.
Las escuelas diseñadas por Cluss fueron particularmente influyentes e innovadoras, sólo se conservan dos escuelas actualmente la escuela Franklin y la escuela Summer.

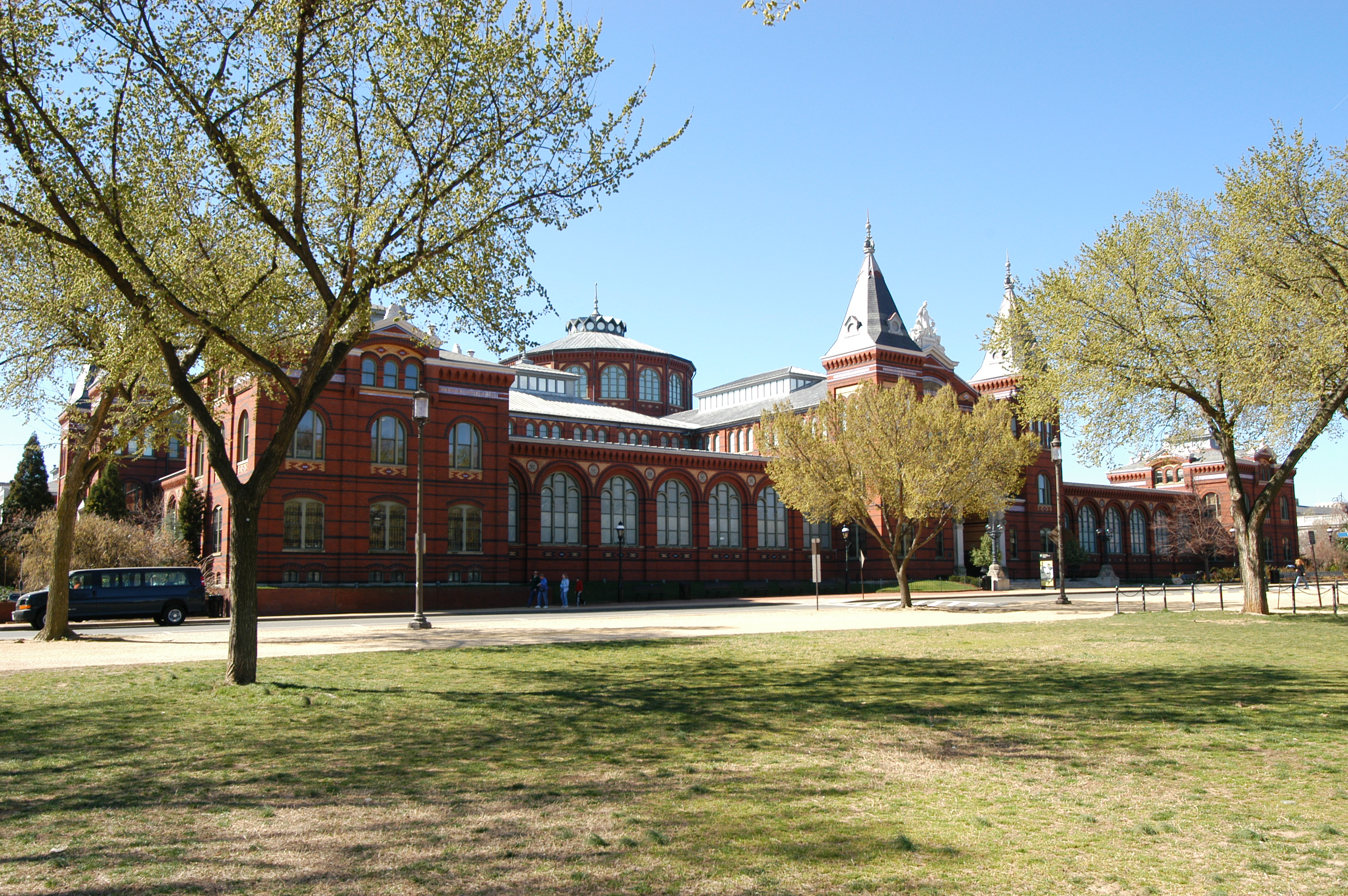
Edificio de Arts and Industries de la Smithsonian Institution diseñado por Cluss.

Diseñó además cuatro de los principales edificios del National Mall, incluyendo el edificio del Smithsonian Institution denominado «Arts and Industries». Dos de los principales mercados de la ciudad, el mercado central y el mercado Eastern. Este último fue completado en 1873 siendo utilizado hasta el año 2007, debido a un incendio que lo arrasó el 30 de abril de 2007.
Cluss también diseño y construyó mansiones privadas para la clase social más pudiente económicamente de Washington. En 1880 construyó los Portland Flats, el primer edificio de apartamentos de Washington con seis plantas y treinta y nueve unidades en lado sur de Thomas Circle. Los historiadores de arquitectura sostienen que muchas de las creaciones residenciales fueron demolidas en 1962 para la construcción de edificios de oficinas.
El material más utilizado y por tanto el favorito de Cluss fue el ladrillo rojo, debido a su afición por este ladrillo se le conoció como el 'Arquitecto rojo en un claro doble sentido por el uso de los ladrillos rojos y su tendencia política comunistas.